# Antoine de Genssane
Antoine de Genssane (* vor 1738; † um 1780) war ein französischer Naturforscher und ein zu seiner Zeit beachteter Montanist in der Mitte des 18. Jahrhunderts in Frankreich. Bekanntheit erlangte er durch eine Beschreibung von Bodenschätzen und Geographie des Languedoc.

## Leben
Über sein Geburtsdatum und sein genaues Sterbedatum ist nichts bekannt, auch nicht über seine Ausbildung und Erziehung. Wahrscheinlich stammte er aus dem Languedoc, in dem er später Direktor des Bergbaus war.
Nach eigenen Aussagen hatte er sich einige Zeit in Großbritannien aufgehalten. 1738 war er im Bergwerk von Pont-Péan tätig, wo er Anlagen der Wasserkunst verbesserte. Er kannte sich gut in den Bergwerken des Elsass, der Vogesen, der Franche-Comté und Burgunds aus, so dass er dort auch gearbeitet haben musste. In Plancher-les-Mines im heutigen Département Haute-Saône ist er als Kaufmann, der mit Bergwerken handelte, bezeugt. Genssane bereiste Deutschland, um sich im Bergwesen fortzubilden und veröffentlichte über neue bergmännische Verfahren. 1770 erschien eine Abhandlung über die Entwässerung von Bergwerken mit Dampfkraft (Traité de la fonte des mines par le feu du charbon de terre) und 1776 eine Markscheidekunde (Géométrie souterraine). 1757 wird er korrespondierendes Mitglied der Académie des sciences.
Die Regionalverwaltung des Languedoc beauftragte ihn, ihr Gebiet nach Bodenschätzen (Kohle, Erze, Minerale) zu untersuchen, womit er 1775 begann. Das Ergebnis veröffentlichte Genssane als Naturgeschichte von der Provinz Languedoc 1776 bis 1779 in fünf Bänden.
Das Werk behandelt das Languedoc nach Diözesen. Schwerpunkte seiner Abhandlung sind Kohlevorkommen (Carmaux, Schloss Cayla nahe Réalmont, am Ufer des Flusses Thoré bei Labruguière) sowie Erz- und Mineralvorkommen (Blei nahe Réalmont, Kupfer bei Escoussens, Eisenerz-Bergbau bei Alban). Erwähnung finden auch Vorkommen von Gips sowie Quarzsand für die Glasherstellung.
Nach dem geologischen Kenntnisstand seiner Zeit schien er nicht sehr fortgeschritten gewesen zu sein. Er erkannte nicht einmal den organischen Ursprung von Kohle, die er für marine Ablagerung hielt, die von einer bituminösen Substanz durchdrungen war. Außerdem war er an Fossilien kaum interessiert – seine Bemerkungen dazu sind ungenau oder falsch –, ebenso wenig an Formationen, in denen keine Bodenschätze zu finden sind. Er erkannte auch keine Beziehungen der Schichten zueinander. Dafür beschrieb er Land – darunter Geographie und Wirtschaft – und Leute ausführlich. Auch allgemeine Bemerkungen zu geologischen Fragen finden sich in diesem Werk. Bezüglich der Herkunft der Gesteine war er den Neptunisten nahestehend (auch in Bezug auf Granit oder Schiefer), was ihr Alter betrifft nahm er an, dass die Genesis mit ihrer Angabe von sechs oder sieben Tagen eher auf 6000 bis 7000 Jahre zu korrigieren sei. Das ergab sich seiner Auffassung danach, dass versteinerte „Muscheln“ im Kalkstein auch auf hohen Berggipfeln zu finden seien, wie den Cevennen und den Corbières, zu deren Anhäufung einige Zeit vonnöten gewesen wäre. Die Natur sah er ständig in Bewegung und meinte, die Pyrenäen würden pro Jahr rund 2 Millimeter (nach heutigem Maß) durch den Luftdruck absinken. Die Fossilisation betrachtete er als schrittweisen Austausch organischer Substanz mit Mineralen.
Genssane kam in die Funktion des Direktors der Bergwerke des Languedoc und war Mitglied der Akademie von Montpellier. Es wird angenommen, dass er 1780 oder 1782 starb. In seinen letzten Lebensjahren wurde er von seinem Sohn unterstützt. Es erschien 1778 eine Abhandlung über die Kohlevorkommen in Comminges und eine Abhandlung über die Bewetterung von Bergwerken. 1788 wird er letztmals in Dokumenten als Besitzer einer Konzession und Direktor einer Blei- und Silbermine in Vialas erwähnt.

## Schriften
- Traité de la fonte des mines par le feu du charbon de terre, ou, Traité de la construction & usage des fourneaux propres à la fonte & affinage des métaux & des minéraux par le feu du charbon de terre, avec la manière de rendre ce charbon propre aux mêmes usages auxquels on emploie le charbon de bois, Paris 1770, Band 2 1776
- Le géométrie souterraine, ou Traité de géométrie-pratique, appliqué a l’usage des travaux des mines 1776
- Histoire Naturelle de la province du Languedoc; partie minéralogie et géoponique, Montpellier: Rigaud Pons et Compagnie, 5 Bände, 1776 bis 1779 (Online auf BSB digital)
- Mémoire sur la manière de préparer le charbon de terre & de le rendre propre à remplacer le charbon de bois dans les forges à fer, & autres usages, Paris: P. G. Simon 1780